# Велиховка
Велиховка (каз. Велиховка) — село в Каргалинском районе Актюбинской области Казахстана. Административный центр Велиховского сельского округа. Код КАТО — 154049100.

## Население
В 1999 году население села составляло 379 человек (187 мужчин и 192 женщины). По данным переписи 2009 года, в селе проживал 301 человек (148 мужчин и 153 женщины).